# Моут
Моут (Мот; англ. Moate; ирл. An Móta) — (переписной) посёлок в Ирландии, находится в графстве Уэстмит (провинция Ленстер).
Местная железнодорожная станция была открыта 1 августа 1851 года, закрыта для товароперевозок 2 декабря 1974 года и для пассажиров — 27 января 1987 года.

## Демография
Население — 1888 человек (по переписи 2006 года). В 2002 году население составляло 1520.
Данные переписи 2006 года:
| Общие демографические показатели |               |                               |                               |      |      |
| Всё население                    | Всё население | Изменения населения 2002—2006 | Изменения населения 2002—2006 | 2006 | 2006 |
| 2002                             | 2006          | чел.                          | %                             | муж. | жен. |
| 1520                             | 1888          | 368                           | 24,2                          | 949  | 939  |

В нижеприводимых таблицах сумма всех ответов (столбец «сумма»), как правило, меньше общего населения населённого пункта (столбец «2006»).
| Религия (Тема 2 — 5 : Число людей по религиям, 2006) |             |                |             |            |       |      |
| Католики, чел.                                       | Католики, % | Другая религия | Без религии | не указано | сумма | 2006 |
| 1753                                                 | 92,8        | 65             | 44          | 26         | 1888  | 1888 |

| Этно-расовый состав (Этничность. Тема 2 — 3 : Постоянное население по этническому или культурному происхождению, 2006) |            |              |       |        |        |            |       |       |
| Белые ирландцы | Лухт-шулта | Другие белые | Негры | Азиаты | Другие | Не указано | сумма | 2006  |
| 1660 | 0          | 138          | 7     | 9      | 20     | 21         | 1855  | 1888  |
| Доля от всех отвечавших на вопрос, %                                                                                   |            |              |       |        |        |            |       |       |
| 89,5 | 0,0        | 7,4          | 0,4   | 0,5    | 1,1    | 1,1        | 100   | 98,31 |

1 — доля отвечавших на вопрос о языке от всего населения.
| Владение ирландским языком (Тема 3 — 1 : Число людей от 3 лет и старше по способности говорить по-ирландски, 2006) |      |            |       |       |
| Владеете ли Вы ирландским языком?                                                                                  |      |            |       |       |
| Да | Нет  | Не указано | сумма | 2006  |
| 644 | 1099 | 70         | 1813  | 1888  |
| Доля от всех отвечавших на вопрос о языке, %                                                                       |      |            |       |       |
| 35,5 | 60,6 | 3,9        | 100   | 96,01 |

1 — доля отвечавших на вопрос о языке от всего населения.
| Использование ирландского языка (Тема 3 — 2 : Говорящие по-ирландски от 3 лет и старше по частоте использования ирландского языка, 2006) |                                                            |                                               |                                               |                                               |                                               |                                               |       |                                     |      |
| Как часто и где Вы говорите по-ирландски?                                                                                                |                                                            |                                               |                                               |                                               |                                               |                                               |       |                                     |      |
| ежедневно, только в образовательных учреждениях                                                                                          | ежедневно, как в образовательных учреждениях, так и вне их | в других местах (вне образовательной системы) | в других местах (вне образовательной системы) | в других местах (вне образовательной системы) | в других местах (вне образовательной системы) | в других местах (вне образовательной системы) | сумма | всего, отвечавших на вопрос о языке | 2006 |
| ежедневно, только в образовательных учреждениях                                                                                          | ежедневно, как в образовательных учреждениях, так и вне их | ежедневно                                     | каждую неделю                                 | реже                                          | никогда                                       | не указано                                    | сумма | всего, отвечавших на вопрос о языке | 2006 |
| 159 | 8                                                          | 8                                             | 37                                            | 242                                           | 176                                           | 14                                            | 644   | 1813                                | 1888 |
| Доля от всех отвечавших на вопрос о языке, %                                                                                             |                                                            |                                               |                                               |                                               |                                               |                                               |       |                                     |      |
| 8,8 | 0,4                                                        | 0,4                                           | 2,0                                           | 13,3                                          | 9,7                                           | 0,8                                           | 35,5  | 100                                 |      |

| Типы частных жилищ (Тема 6 — 1(a) : Число частных домовладений по типу размещения, 2006) |          |         |                 |            |       |      |
| Отдельный дом                                                                            | Квартира | Комната | Переносные дома | не указано | сумма | 2006 |
| 584                                                                                      | 69       | 3       | 1               | 13         | 670   | 1888 |